# 1773
| 1773                   |
| ---------------------- |
| Dødsfald - Fødsler     |
| • Begivenheder • Musik |

| Gregoriansk kalender | 1773 MDCCLXXIII         |
| Ab urbe condita      | 2526                    |
| Armensk kalender     | 1222 ԹՎ ՌՄԻԲ            |
| Kinesiske kalender   | 4469 – 4470 壬辰 – 癸巳 |
| Etiopisk kalender    | 1765 – 1766             |
| Jødisk kalender      | 5533 – 5534             |
| Hindukalendere       |                         |
| - Vikram Samvat      | 1828 – 1829             |
| - Shaka Samvat       | 1695 – 1696             |
| - Kali Yuga          | 4874 – 4875             |
| Iransk kalender      | 1151 – 1152             |
| Islamisk kalender    | 1187 – 1188             |

Konge i Danmark: Christian 7. 1766 – 1808
Se også 1773 (tal)

## Begivenheder
- Jesuiterordenen blev ophævet, men genoprettet i 1814
- 21. maj - Gottorperne og den danske konge mageskifter besiddelser således, at gottorperne afstod deres besiddelser i Hertugdømmet Slesvig og Hertugdømmet Holsten mod den danske konges besiddelser Oldenburg og Delmenhorst
- 13. juli - Veterinærskolen i København grundlægges af Peter Christian Abildgaard efter en tidligere opfordring af Struensee. Det var den først kendte veterinærskole i verden
- 2. september - forbud mod privat brændevinsbrænding på landet
- 16. december - Teselskabet i Boston: Amerikanere forklædt som indianere kaster teladningen fra et britisk skib i Boston havn i vandet som en protest over Teloven

## Født
- 27. december – George Cayley, engelsk ingeniør og opfinder (død 1857).

## Dødsfald
- 1. maj - Anna Susanne von der Osten, dansk hofdame og legatstifterinde (født 1704).